# İnci Aral
İnci Aral (Denizli, 1944) é uma conhecida escritora turca de romances e contos que tem obras publicadas em todo o mundo. Atualmente, ela vive em Istambul, na Turquia, com o marido e dois filhos. Uma de suas histórias populares foi Ölü Erkek Kuşlar. Seu romance Ağda Zaman também foi bem aclamado.
Depois de se formar em pintura no Instituto de Educação Gazi (atual Universidade de Gazi), tornou-se professora e ensinou em Manisa, Samsun, Izmir e Ancara. Aral foi originalmente treinada como pintora, no entanto, ela sentiu que sua criatividade poderia ser aplicada em outro lugar: a escrita. Inicialmente, ela criou contos, mas depois mudou sua concentração para escrever romances. Muitas de suas histórias foram traduzidas para serem lidas em vários idiomas, incluindo inglês e francês. Embora ela seja mais conhecida na Turquia, sua fama se espalhou para outros países como os Estados Unidos.[carece de fontes?]
Seus romances e contos concentram-se principalmente no desenvolvimento da sociedade, especificamente como a identidade, o amor e a liberdade das mulheres afetam a sociedade. Embora as mulheres sejam a principal preocupação na maioria de seus romances e contos, ela não é imparcial com os homens. Ela narra os dois gêneros juntos, pois acredita que essa harmonia é crucial para retratar adequadamente a história completa da sociedade.[carece de fontes?]
Durante um discurso na Conferência Mundial de Escritores de Edimburgo em 2013, Aral apresentou sua perspectiva do que o futuro reserva para os romances. No discurso, que pode ser encontrado no site do The Guardian, ela afirma que os avanços na tecnologia são determinantes fundamentais de como vivemos nossas vidas e consumimos bens culturais. Ela acredita que o mundo se tornou muito mais rápido por causa da tecnologia e da pressão da cultura popular, deixando pouco espaço para o romance tradicional florescer como antes. Por mais que o mundo acabe, o que ela diz ser imprevisível, ela acredita que o romance não será deixado ileso por essa revolução intelectual. Embora ela saiba que os romances devem mudar de comprimento, ela acha que há muito que pode ser feito para salvar o romance. Aral defende a ideia de que os romances se tornem mais naturais e “compreendam a vida”, a fim de recuperar um número de seguidores nesse novo ambiente tecnológico.
Alguns de seus prêmios e honrarias incluem o mérito da Academy Book House por sua história Ağda Zaman em 1980, o Nevzat Üstün Story Award por seu livro Kıran Resimleri em 1983, o Yunus Nadi Award por seu livro Ölü Erkek Kuşlar em 1992 e o Prêmio Orhan Kemal Novel pelo romance Mor em 2002.[carece de fontes?]